# ماركينيوس (لاعب كرة قدم مواليد 1999)
ماركينيوس (بالبرتغالية: Marquinhos‏) هو لاعب كرة قدم برازيلي في مركز الوسط، ولد في 23 أكتوبر 1999 في كاجاري في البرازيل. لعب مع أتلتيكو مينيرو ونادي شابيكوينسي.

## وصلات خارجية
- ماركينيوس (لاعب كرة قدم مواليد 1999) على موقع الاتحاد الأوربي (الإنجليزية)
- ماركينيوس (لاعب كرة قدم مواليد 1999) على موقع إي إس بي إن إف سي (الإنجليزية)
- ماركينيوس (لاعب كرة قدم مواليد 1999) على موقع قاعدة بيانات كرة القدم.إي يو (الإنجليزية)
- ماركينيوس (لاعب كرة قدم مواليد 1999) على موقع Soccerway.com (الإنجليزية)
- ماركينيوس (لاعب كرة قدم مواليد 1999) على موقع عالم كرة القدم.نت (الإنجليزية)